# US Fiumana
US Fiumana (wł. Unione Sportiva Fiumana) – włoski klub piłkarski, mający siedzibę w mieście Fiume (ob. Rijeka), w północno-wschodniej części kraju, działający w latach 1926-1945.

## Historia
Chronologia nazw:
- 1926: Unione Sportiva Fiumana – po fuzji klubów Gloria i Olympia
- 1945: klub rozwiązano

Klub sportowy US Fiumana został założony w miejscowości Fiume 2 września 1926 roku w wyniku połączenia dwóch klubów miejskich Gloria i Olympia. W ostatnim sezonie 1925/26, Olympia uplasowała się na trzeciej, a Gloria na czwartej pozycji w grupie D Seconda Divisione (D2).
Po reorganizacji systemu ligi w 1926 i wprowadzeniu najwyższej klasy, zwanej Divisione Nazionale klub w sezonie 1926/27 startował w Prima Divisione (D2), zajmując piąte miejsce w grupie B. Sezon 1927/28 zakończył na trzeciej pozycji w grupie A Prima Divisione, ale decyzją FIGC otrzymała promocję do Divisione Nazionale. Debiutowy sezon na najwyższym poziomie był nieudany, po zajęciu 14.miejsca w grupie B został zdegradowany. W sezonie 1929/30 po podziale najwyższej dywizji na Serie A i Serie B klub został zakwalifikowany do drugiej ligi. Sezon zakończył na 18.miejscu w Serie B i spadł do Prima Divisione (D3). W 1935 roku liga zmieniła nazwę na Serie C. W sezonie 1940/41 zespół zwyciężył najpierw w grupie A, a potem również był pierwszym w turnieju finałowym A, zdobywając awans do Serie B. Ale po zajęciu 15.pozycji w Serie B spadł z powrotem do Serie C. W sezonie 1942/43 był trzecim w grupie A Serie C, ale rozpoczęcie działań wojskowych przeszkodziło organizacji rozgrywek. Po zakończeniu II wojny światowej, w 1945 roku włoskie miasto Fiume zostało przemianowane na Rijeka i przyłączone do Jugosławii. Klub został rozwiązany.

## Barwy klubowe, strój
|  |  |  |

Klub ma barwy czerwono-żółto-niebieskie. Zawodnicy domowe spotkania zazwyczaj grali w czerwonych koszulkach z białą gwiazdą po lewej stronie piersi, niebieskich spodenkach oraz niebieskich getrach.

## Sukcesy

### Trofea międzynarodowe
Nie uczestniczył w rozgrywkach europejskich (stan na 31-05-2020).

### Trofea krajowe
| \| \| Zdobyte trofea w rozgrywkach Włoch (stan na: 31-08-2020) \| |                                                          |      |             |
| Rozgrywki                                                         | Osiągnięcie                                              | Razy | Sezon(y)    |
| · Mistrzostwo                                                     | I miejsce                                                | 0    |             |
| · Mistrzostwo                                                     | II miejsce                                               | 0    |             |
| · Mistrzostwo                                                     | III miejsce                                              | 0    |             |
| · Mistrzostwo                                                     | 14.miejsce                                               | 1    | 1928/29 (B) |
| · Puchar                                                          | zdobywca                                                 | 0    |             |
| · Puchar                                                          | finalista                                                | 0    |             |
| · Puchar                                                          | 1/8 finału                                               | 1    | 1940/41     |
| II liga                                                           | I miejsce                                                | 0    |             |
| II liga                                                           | II miejsce                                               | 0    |             |
| II liga                                                           | III miejsce                                              | 1    | 1927/28 (A) |
| Włochy                                                            | Zdobyte trofea w rozgrywkach Włoch (stan na: 31-08-2020) |      |             |

- Prima Divisione/Serie C (D3):
  - mistrz (1x): 1940/41 (finale A)
  - wicemistrz (1x): 1934/35 (A)
  - 3.miejsce (1x): 1942/43 (A)

## Poszczególne sezony

### Rozgrywki międzynarodowe

#### Europejskie puchary
Nie uczestniczył w rozgrywkach europejskich.

### Rozgrywki krajowe
| \| Włochy \| Bilans występów klubu w rozgrywkach piłkarskich Włoch (Stan na 31 sierpnia 2020 r.) \| \| |                                                                                     |        |       |   |   |   |    |    |     |                             |        |        |      |
| Poziom                                                                                                 | Rozgrywki                                                                           | Sezony | Mecze | Z | R | P | B+ | B– | Pkt | Lata                        | Awanse | Spadki | Naj. |
| I | Divisione Nazionale                                                                 | 1      |       |   |   |   |    |    |     | 1928/29                     | 0      | 1      | 14   |
| II | Prima Divisione, Serie B                                                            | 4      |       |   |   |   |    |    |     | 1926–1928, 1929/30, 1941/42 | 1      | 2      | 3    |
| III | Prima Divisione, Serie C                                                            | 12     |       |   |   |   |    |    |     | 1930–1941, 1942/43          | 1      | 0      | 1    |
| | Puchar Włoch                                                                        | 7      |       |   |   |   |    |    |     | 1935–1942                   | 0      | 0      | 1/8  |
| Włochy                                                                                                 | Bilans występów klubu w rozgrywkach piłkarskich Włoch (Stan na 31 sierpnia 2020 r.) |        |       |   |   |   |    |    |     |                             |        |        |      |

## Struktura klubu

### Stadion
Klub piłkarski od maja 1918 rozgrywał swoje mecze domowe na Stadio Comunale del Littorio w Fiume o pojemności 8 tys. widzów.

### Derby
- Grion Pola
- Ponziana
- Pro Gorizia